# Pinostilben
Pinostilben je stilbenoid prisutan u Gnetum venosum i u kori Pinus sibirica.